# Desperado
Desperado je film  Roberta Rodrigueza iz 1995. s  Antonijom Banderasom i  Salmom Hayek u glavnim ulogama. To je u neku ruku nastavak prethodnog Rodriguezova filma, El Mariachi, što znači da priča nije baš linearna niti su svi događaji povezani. To je drugi dio "Mariachi trilogije". Trilogija je zaokružena filmom Bilo jednom u Meksiku, ali su sva tri filma neovisne priče.

## Radnja
Bivši gitarist (Banderas) traži osvetu protiv narko-bossa koji je ubio ženu koju je volio. Na putu se zaljubljuje u Carolinu (Hayek), žena koja radi za šefa narko-kartela, Bucha. Film je poznat po domišljatim scenama pucnjave, uključujući puške i bacače raketa skrivene u kofere za gitare.

## Glumci
| Glumac             | Uloga           |
| ------------------ | --------------- |
| Antonio Banderas   | El Mariachi     |
| Salma Hayek        | Carolina        |
| Steve Buscemi      | Buscemi         |
| Joaquim de Almeida | Bucho           |
| Carlos Gómez       | Buchov pomoćnik |
| Tito Larriva       | Tavo            |
| Angel Aviles       | Zamira          |
| Danny Trejo        | Navajas         |
| Abraham Verduzco   | Niño            |
| Carlos Gallardo    | Campa           |
| Albert Michel, Jr. | Quino           |
| Cheech Marin       | Barmen          |
| Quentin Tarantino  | Dostavljač      |

## Produkcija
Desperado je proslavio Antonija Banderasa i upoznao američku publiku sa Salmom Hayek. Njezina uloga bila je prva glavna meksičke glumice u Hollywoodu još od četrdesetih, kad je tamo nastupala Dolores del Rio. Studio je prvotno htio plavušu; nakon probe, Hayek se pokazala kao idealan izbor za ulogu.
Rodriguezov prijatelj, scenarist i redatelj Quentin Tarantino, pojavljuje se u cameo ulozi, igrajući "Dostavljača". Pojavljuje se i Carlos Gallardo, koji je glumio Banderasovu ulogu u Rodriguezovu prethodnom filmu, El Mariachi. U Desperadu se pojavljuje kao El Mariachijev prijatelj zvan Campa.

## Zanimljivosti
- Mnogi od sporednih glumaca pojavljuju se u drugim Rodriguezovim filmovima kao što su Spy Kids, Od sumraka do zore i El Mariachi.
- Desperado zapravo nije trebao biti nastavak. Rodriguezov prijatelj Quentin Tarantino nagovorio ga je da promijeni par elemenata u priči rekavši da je ovo njegova "Meksička dolarska trilogija", referirajući se na "Dolarsku trilogiju"  Sergija Leonea u kojoj je nastupio Clint Eastwood, a koja isto tako nije sastavljena od doslovnih nastavaka nego su se isti glumci pojavljivali u različitim ulogama.
- Budući da se Salma Hayek osjećala neugodno dok je snimala scenu seksa, cijela ekipa je morala izaći sa seta dok su Rodriguez i njegova žena snimili cijelu scenu, iako su svi članovi ekipe jedva čekali taj dan. Bio je to i jedini dan kad se cijela ekipa pojavila (prema komentaru na DVD-u).
- Robert Rodriguez da je manje uloge svojim sestrama, Angeli Lanzi i Patriciji Vonne.

## Vanjske poveznice
- Desperado u internetskoj bazi filmova IMDb-a
- Desperado na Rotten Tomatoes
- Music sheets for Desperado musical theme  Arhivirana inačica izvorne stranice od 6. listopada 2007. (Wayback Machine)
- Intervju s Rodriguezom u časopisu MovieMaker  Arhivirana inačica izvorne stranice od 27. rujna 2007. (Wayback Machine)